# Satzvey-Firmenich
Satzvey-Firmenich war bis 1969 eine Gemeinde im Kreis Euskirchen in Nordrhein-Westfalen. Heute ist Satzvey-Firmenich eine Gemarkung der Stadt Mechernich im Kreis Euskirchen.

## Geographie
Satzvey-Firmenich besteht aus den beiden Dörfern Satzvey und Firmenich, die im Nordosten des Gemeindegebiets von Mechernich liegen und etwa einen Kilometer voneinander entfernt sind. Beide Dörfer sind heute jeweils eigene Ortsteile der Stadt Mechernich. Die ehemalige Gemeinde Satzvey-Firmenich besaß eine Fläche von 7,60 km².

## Geschichte
Seit dem 19. Jahrhundert bildete Satzvey-Firmenich eine Landgemeinde im Kreis Euskirchen; zunächst als Teil der Bürgermeisterei Satzvey und nach dem Zweiten Weltkrieg als Teil des Amtes Satzvey-Wachendorf-Enzen. Am 1. Juli 1969 wurde die Gemeinde durch das Gesetz zur Neugliederung des Landkreises Euskirchen in die neue Gemeinde Veytal eingegliedert. Am 1. Januar 1972 wurde die Gemeinde Veytal wieder aufgelöst und Satzvey sowie Firmenich kamen zur Stadt Mechernich.

## Einwohnerentwicklung
| Jahr | Einwohner | Quelle |
| ---- | --------- | ------ |
| 1871 | 584       | [ 4 ]  |
| 1885 | 630       | [ 5 ]  |
| 1910 | 777       | [ 6 ]  |
| 1925 | 806       | [ 3 ]  |
| 1939 | 801       | [ 7 ]  |
| 1946 | 1019      | [ 8 ]  |
| 2019 | 1925      | [ 1 ]  |